# Caso Evandro
O Caso Evandro refere-se ao desaparecimento e morte do garoto Evandro Ramos Caetano (Guaratuba, 12 de setembro de 1985) em 6 de abril de 1992, na cidade litorânea de Guaratuba, no Paraná, Brasil. O caso teve grande repercussão na imprensa, visto que entre os anos 1980 e 1990 o estado do Paraná passava por uma onda de sumiço de crianças e, nesse contexto, exatamente 28 crianças desapareceram, incluindo Leandro Bossi, que havia desaparecido na mesma cidade 2 meses antes.
Após o corpo ser reconhecido, um primo da família e ex-investigador da Polícia Civil Diógenes Caetano dos Santos Filho, passou, por conta própria, a fazer investigações paralelas baseadas em especulações e acusou Celina Abagge e sua filha Beatriz Cordeiro Abagge de terem usado o corpo do menino para um "ritual satânico". Devido às suspeitas sobre ambas o caso também ficou conhecido como "As Bruxas de Guaratuba".
No entanto, um podcast de 2018 intitulado O Caso Evandro, produzido pelo jornalista Ivan Mizanzuk, causou grande repercussão ao revelar áudios dos envolvidos confessando o crime sob possível tortura, o que fez o caso ser considerado "um dos maiores erros da Justiça brasileira". A defesa chegou a pedir a anulação do julgamento, mas em março de 2023 os desembargadores do TJ mantiveram a condenação alegando que as fitas de áudio precisavam ser periciadas.
Em 9 de novembro de 2023 o Tribunal de Justiça do Paraná, por maioria, decidiu anular as condenações de todos os réus considerando, trinta e um anos depois, que as provas colhidas foram ilícitas e sem embasamento nos fatos.

## Desaparecimento e morte
Evandro, então com 6 anos, desapareceu no dia 6 de abril de 1992, após sua mãe permitir, pela primeira vez, que ele fosse sozinho para casa do colégio onde estudava e ela trabalhava, para pegar um brinquedo e um lanche. A escola ficava a apenas 150 metros da residência. Vinte minutos depois, a mãe, no entanto, percebeu que o filho não havia voltado, mas acreditou que ele poderia estar na casa de parentes, que moravam por perto. Ela só percebeu que havia acontecido algo errado ao voltar para casa e encontrar a porta chaveada e o lanche e o brinquedo em cima da mesa.
No dia 11 seguinte, lenhadores encontraram um corpo de uma criança num matagal, sem vários órgãos, como o couro cabeludo, as vísceras e parte das mãos e pés. O pai de Evandro posteriormente reconheceu o corpo por uma mancha que o menino tinha nas costas e por indícios na cena: as chaves da casa e a cueca da criança.

## Investigações
Após o corpo ser reconhecido, um primo da família e ex-investigador da Polícia Civil, Diógenes Caetano dos Santos Filho, passou, por conta própria, a fazer investigações paralelas às dos policiais civis. Após dois meses de investigações, baseado em especulações, Diógenes criou um dossiê onde acusava Celina Abagge, então primeira dama do município, e sua filha, Beatriz Cordeiro Abagge, de terem usado o corpo do menino para um ritual satânico. Ele também citou os nomes de Osvaldo Marcineiro, pai de santo, Vicente de Paula Ferreira, pintor que morreu na prisão de câncer em 2011, Davi dos Santos Soares, artesão, Francisco Sérgio Cristofolini e Airton Bardelli dos Santos como parte do grupo, que devido às suspeitas sobre as Abagge foi chamado de "As Bruxas de Guaratuba".
Ele enviou o relatório ao Ministério Público, o que ocasionou mudanças nas investigações, quando a Polícia Civil foi afastada do caso e substituída pelo Grupo Águia da Polícia Militar. "A elite da Polícia Civil do Paraná, o chamado Grupo Tigre, foi enviada até Guaratuba para investigar o desaparecimento de Evandro. Após meses de investigação, a Polícia Civil ainda não havia conseguido apontar possíveis responsáveis. Acreditando que a Polícia Civil não estava fazendo seu trabalho de forma devida, o Ministério Público solicitou que grupo de inteligência da Polícia Militar (PM) passasse a investigar o caso. Assim, chegou a Guaratuba o Grupo Águia, comandado pelo então capitão da PM Valdir Copetti Neves, que rapidamente apontou sete culpados pelo crime", reporta o portal especializado Conjur.
Copetti Neves supostamente tinha obsessão pelo número sete, já que seu sobrenome Neves, se lido ao contrário, é Seven, que significa sete em inglês. Devido a esta obsessão, ele teria feito questão de acusar sete pessoas. Copetti morreu executado com 13 tiros no final de outubro de 2018 em Ponta Grossa. Posteriormente, descobriu-se que as Abagge eram desafetos de Diógenes por questões pessoais — Celina teria causado a separação dos pais de Diógenes — e políticas — os Abagge eram oponentes do pai de Diógenes, que também já havia sido prefeito de Guaratuba.
Após as investigações, a promotoria pública do Paraná indiciou Beatriz e sua mãe, Celina, como mentoras do sequestro e morte de Evandro, alegando a utilização da criança num ritual de magia negra (crime ritual) para obtenção de benefícios materiais junto a espíritos satânicos.

## Julgamentos e penas
Em 23 de março de 1998, Beatriz e Celina foram julgadas pela primeira vez, em processo que é o mais longo júri da história da justiça brasileira (34 dias de julgamento). No veredito foram consideradas inocentes. Em 1999 o júri foi anulado, com novo julgamento realizado 13 anos depois, em 28 de maio de 2011.
Outros acusados de envolvimento no suposto assassinato também foram julgados: o pai de santo Osvaldo Marcineiro, o pintor Vicente de Paula Ferreira e o artesão Davi dos Santos Soares. Os três foram condenados em 2004. Os outros acusados, Francisco Sérgio Cristofolini e Airton Bardelli dos Santos, foram absolvidos em 2005.
Com votação apertada (quatro votos contra três), no segundo julgamento Beatriz foi condenada a 21 anos e 4 meses de prisão. Em 17 de abril de 2016, o Tribunal de Justiça do Paraná concedeu perdão de pena para Beatriz Abagge.

## Reviravolta

### PodcastProjeto Humanos
Em 2018 o Projeto Humanos, produzido pelo jornalista e professor universitário Ivan Mizanzuk, retratou o caso. Fruto de dois anos de investigação jornalística, a narrativa expôs as falhas na investigação, os hiatos e as perguntas não respondidas relativas ao crime, e trouxe à tona uma nova versão: os depoimentos colhidos pela Polícia Militar do Paraná foram "arrancados" sob tortura e os áudios e vídeos haviam sido editados. "Depois que eu era torturada, eu ia falar as coisas e falava 'mas eu não sei o que vocês querem que eu fale'. Eles falavam assim 'diga que você matou a criança' e eu falei 'tá'. Eu dizia o 'tá' antes para perceberem que eu estava inventando aquilo. 'Tá, eu matei a criança'. Eu não sabia nem que criança eles queriam que eu dissesse", disse Beatriz após as novas provas.
O podcast tornou-se um dos mais baixados do Brasil em 2019, com mais de quatro milhões de acessos. A comentarista Isabela Boscov chamou a série de "impecável" e disse que "se em 1992 houvesse entre os investigadores do caso alguém com a clareza, o método, a perseverança e o rigor de Ivan Mizanzuk, provavelmente a gente saberia o que aconteceu com o Evandro e com o outro menino desaparecido cinquenta dias antes em Guaratuba, o Leandro Bossi".
Em 4 de janeiro de 2022, o governo do Paraná, representado pelo secretário estadual de Justiça, Trabalho e Família, Ney Leprevost, publicou um documento pedindo desculpas à Beatriz Abagge pelas torturas, chamadas de "sevícias indesculpáveis" no comunicado.
A defesa chegou a pedir a anulação do julgamento, mas em março de 2023 os desembargadores do TJ mantiveram a condenação alegando que as fitas de áudio precisavam ser periciadas. O advogado disse que pedirá uma nova anulação e que as fitas sempre estiveram no processo. "É uma prova que estava nos autos. E que, se à época dos fatos tivesse permanecido dentro da investigação, certamente esse processo jamais teria existido", enfatizou.

### Diógenes vira réu
Em julho de 2022, Diógenes virou réu por calúnia, após voltar a acusar os então absolvidos: "nós sabemos que foram eles que mataram e não foi só o Evandro, não foi só o Leandro [Bossi], eles confessaram outras crianças. (...) todos aqueles desaparecimentos, aqueles 28 casos que estão sumidos, do final dos anos 80, início dos anos 90, eles são casos de sumiços fora da curva, são casos diferentes. Sempre existiu desaparecimentos e sempre existe, até hoje. Mas aqueles eram fora da curva, eles tinham características especiais e nenhuma delas foi encontrada. Então, aquilo só acabou com a prisão deles. Em janeiro de 92 sumiu uma criança, em fevereiro sumiu duas e, em março, sumiram três. Em abril, sumiu o Evandro e depois nunca mais sumiu ninguém nessa característica que eu aponto fora da curva. Então, só isso aí já é um motivo para ele [Secretário de Justiça Ney Leprevost] parar e pensar e não ficar fazendo essas conversinhas aí de pedir desculpas. Realmente isso é vergonhoso".

### Falhas na investigação
À época do desaparecimento de Evandro, com um corpo de criança sendo encontrado uma semana depois, dois aspectos chamaram a atenção da opinião especializada: a rápida investigação, sem o devido zelo pericial (a falta de cadeia de custódia), com imediato indiciamento dos envolvidos; e o fato dos investigadores e da imprensa terem relacionado a morte de uma criança com a umbanda, atrelando-a a suposto ritual de magia negra.
Defesa e Promotoria travaram longos embates sobre as confissões dos acusados, mas nos anos 1990 a tese de tortura foi derrubada por exames de corpo de delito feito e declarações das rés. No entanto, as torturas ficaram claras no podcast do jornalista Ivan Mizanzuk, que teve acesso a uma versão não editada da fita que contém a gravação da confissão dos acusados. As informações foram divulgadas no episódio 25 da terceira temporada do podcast Projeto Humanos e o áudio da fita foi disponibilizado para download na enciclopédia digital do podcast.
Também foram levantadas, diversas vezes, suspeitas de que o corpo enterrado no Cemitério Central de Guaratuba não seria o do menino Evandro Ramos Caetano e, segundo o zelador do cemitério de Guaratuba, Luiz Ferreira, o corpo não está enterrado no local qual o MP diz estar. No julgamento de 1998 as rés do caso chegaram a ser inocentadas porque o júri entendeu que não estava comprovado que o corpo era de Evandro. Três exames de DNA haviam sido feitos, sendo que os resultados dos dois primeiros haviam sido "inconclusivos". Porém, Ivan Mizanzuk afirmou que no laudo 2 já fica claro que os restos mortais pertenciam a Evandro, o que foi novamente confirmado no laudo 3. Também houve rumores de que o corpo havia sido colocado no caixão ainda na cena do crime, sem passar pela devida perícia, e logo em seguida enterrado, no entanto o pai do menino reconheceu objetos que estavam na cena e reconheceu a criança por meio de uma pequena marca de nascença nas costas. A dentista do menino também reconheceu o corpo através do exame da arcada dentária, já que ela havia feito, pouco antes de sua morte, um procedimento "diferente" nos dentes de Evandro.

### Sensacionalismo da imprensa
O modo como a imprensa paranaense tratou o caso, sobretudo os veículos populares e sensacionalistas, acusando sem provas os personagens investigados, foi completamente inadequado. Destaca-se que não há nenhuma prova cabal que ligue o terreiro de umbanda citado nos autos com a morte de Evandro. Em paralelo houve uma devassa na vida dos envolvidos, em comportamento inadequado da imprensa, que remete ao Caso Escola Base.

## Na cultura popular
O caso levou à produção de um podcast chamado O Caso Evandro, que depois virou uma série de TV produzida pelo Grupo Globo para o canal Globoplay. A série foi indicada ao Prêmio Emmy Internacional de 2022 de Melhor Documentário.
Também deu origem a dois livros: O Caso Evandro, de Ivan Mizanzuk, e Malleus: relatos de tortura, injustiça e erro judiciário, de Celina e Beatriz Abagge.

## Anulação das condenações
Em decisão colegiada o Tribunal de Justiça do Estado do Paraná concluiu, no dia 9 de novembro de 2023, o julgamento do caso, decidindo pela anulação das condenações. Assim "por 3 votos a 2, foram absolvidos Beatriz Abagge, Davi dos Santos Soares, Osvaldo Marcineiro e Vicente de Paula Ferreira, que morreu em 2011".
Já na sua manifestação o representante do ministério público, Silvio Couto Neto, declarou: "Tentei buscar provas efetivas que pudessem comprovar aquela tese contida naquela declaração, que deu início a condenação dos que ora buscam a revisão criminal. E, efetivamente, do fundo do meu coração, com toda a experiência acumulada nessas mais de três décadas de carreira no Ministério Público, não consegui chegar à conclusão de que havia essas provas. Não vejo como dizer que as condenações foram efetivamente justas".
Em 13 de novembro de 2023, Beatriz Abagge, uma das condenadas do caso, disse em um programa de televisão que a tortura que sofreu para assumir a culpa pelo crime tem que ser investigada.